# Helga Vlahović

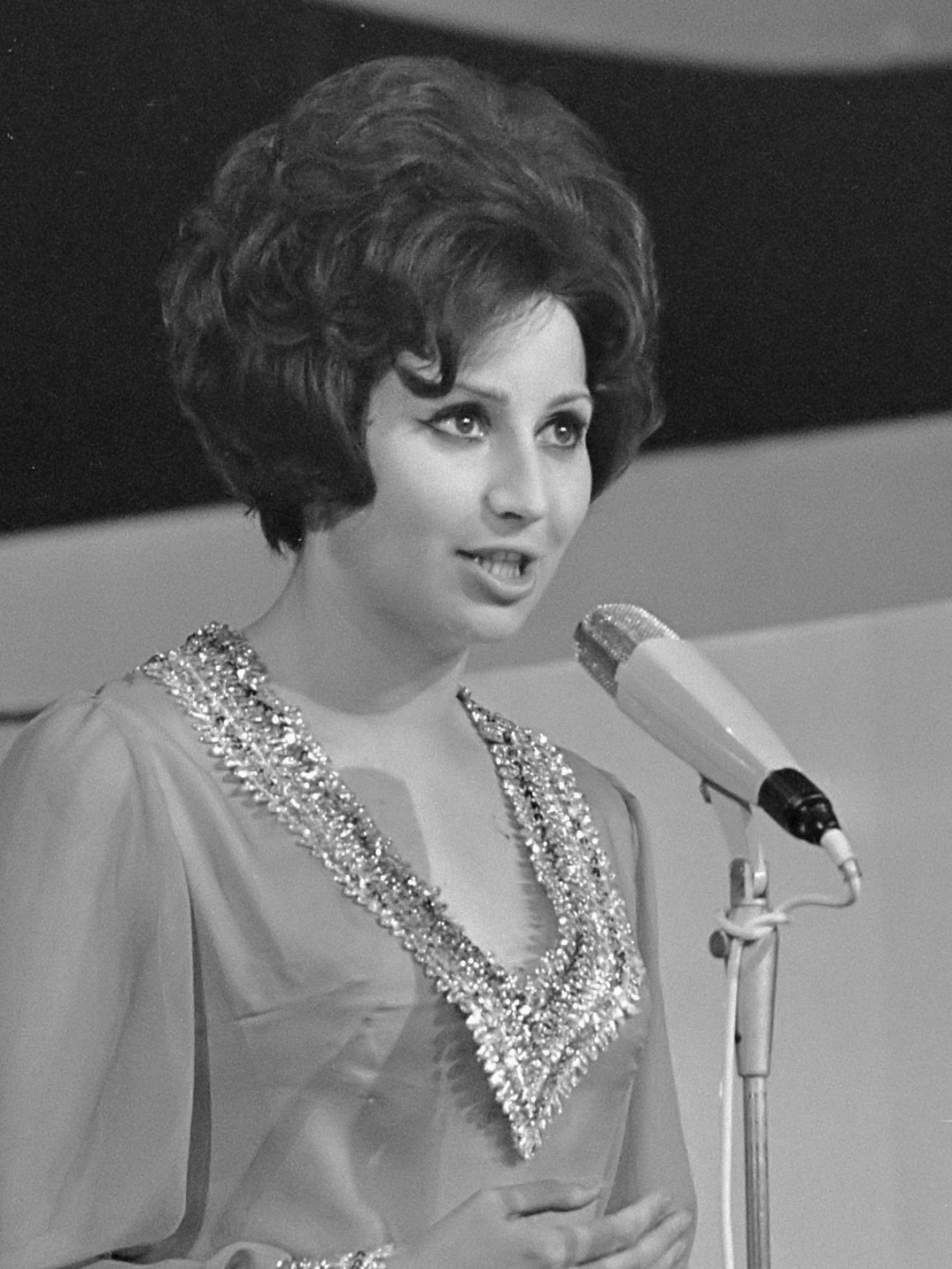
Helga Vlahović

Helga Vlahović, född 28 januari 1945, död 27 februari 2012 i Zagreb, var en kroatisk journalist, TV-producent och programledare. Hon var en av de mest framträdande TV-personligheterna i både Jugoslavien och senare i Kroatien.
Vlahović var dotter till den ungerska violinisten Kalman Vlahovicza och den österrikiska skådespelerskan och operasångerskan Vera. Det talades tyska i hemmet. Vlahović började arbeta på RTV Zagreb 1964 samtidigt som hon studerade tyska, engelska och konsthistoria vid Zagrebs universitet. Hon slutförde inte studierna på grund av sitt jobb. 1966 blev hon programledare för en rad underhållnings- och musikprogram på TV, däribland TV Magazin. Från 1972 var hon programledare för programmet "Jugoslavijo, dobar dan" (God dag Jugoslavie) och sedan musikprogrammet Svjetla pozornice 1977-1978. Hon har även varit programledare för internationella musiktävlingar som Sopot International Song Festival i Polen 1968 och musikfestivalen i Scheveningen i Nederländerna 1971. Hennes kunskaper i tyska språket banade vägen för TV-programmen "Beč pozdravlja Zagreb, Zagreb pozdravlja Beč" (Wien hälsar Zagreb, Zagreb hälsar Wien) och "Dubrovnik-Stuttgart" som genomfördes i samarbete mellan HRT och ORF respektive Das Erste (ARD) 1984-1988.
Tillsammans med Oliver Mlakar var Vlahović värd för Eurovision Song Contest 1990 som hölls i Zagreb. Hon har även deltagit i Eurovision Song Contest 1969, 1974, 1981 och 1994 som röstavlämnare för de kroatiska jurygrupperna. I samband med Kroatiens självständighet och det kroatiska självständighetskriget var hon den högste ansvarige för HRT:s rapportering om kriget 1991-1995. Efter krigsslutet blev hon programledare för TV-programmet "Govorimo o zdravlju" (Vi talar om hälsa) som behandlade ämnen om livsstil och hälsa.
Vlahović gick i pension 2006 efter att ha jobbat för JRT och HRT i sammanlagt 42 år. Hon diagnosticerades med livmoderhalscancer 2009 och dog som följd av sjukdomen 27 februari 2012.